# Monte Jones
El monte Jones es la cumbre en el extremo norte de las montañas Clark, en las cordilleras Ford de la Tierra de Marie Byrd. Fue descubierto durante los vuelos de reconocimiento desde la Base Occidental del Servicio Antártico de los Estados Unidos en 1940, y nombrado en honor a Clarence F. Jones, profesor de geografía en la Universidad Clark.